# Сиденхем, Томас
Томас Сиденхем (Сиденгем, Сиденгам; англ. Thomas Sydenham; 10 сентября 1624[…], Уинфорд-Игл, Дорсет — 29 декабря 1689[…], Лондон) — знаменитый английский врач, «отец английской медицины», «английский Гиппократ» — реформатор практической медицины в духе Нового времени, называемый также (с некоторыми оговорками) «отцом клинической медицины».

## Вклад в медицину
Многие авторы называют его одним из основоположников клинической медицины. Внес существенный вклад в формирование нозологического принципа. Считаются классическими выполненные Сиденхемом описания скарлатины и кори, некоторые нозологические формы носили или носят его имя (сиденгамова скарлатина, сиденгамова хорея); с трудами Сиденгама связано распространение применения хины для лечения малярии. Один из трудов Сиденхема [Tractatus de podagra et hydrope. London, 1683] посвящён подагре (которой он сам страдал более 30 лет).
Отводил первенствующее место фактам и непосредственному наблюдению, рассматривая болезни как процессы, симптомы как нечто чисто внешнее, которое меняется в зависимости от конституции организма. Стремился точно разграничить различные болезненные формы и этим путём создать прочную почву для применения специфических средств, при этом пришел к чисто онтологическому пониманию болезненных процессов и к установлению классификации болезней по совершенно ботанической схеме. Сиденхем был сторонником энергического[какого?] лечения; в его терапии виднейшую роль играли хинин и опий, a в особенности кровопускания. Некоторые источники характеризуют его как противника Парацельса.

## Работы
Главные труды.:

Opera Jcyjdyst

1. «Медицинские наблюдения касательно течения и лечения острых болезней». Первая редакция, под названием Methodus curandi febres (London, 1666). Вторая - под тем же названием, дополненная главой о чуме (London, 1668). Третья, получившая наибольшую известность - под названием Observationum Medicarum Circa Morborum Acutorum Historiam & Curationem (London, 1676), содержит наблюдения за эпидемиями в Лондоне с 1661 по 1675 г. и вытекающие из этих наблюдений выводы о природе 1.болезней вообще, 2.острых болезней, 3.эпидемических болезней.
2. «Трактат о подагре и водянке» - Tractatus de podagra et hydrope  (London. 1683), посвящен природе хронических болезней и, в первую очередь, подагре как типической, на взгляд автора, хронической болезни (которой сам автор страдал на протяжении большей части своей жизни). Представленное в §5 описание дебютного приступа подагры считается эталонным до сего дня.
Полное собрание сочинений Сиденгама, которые все были написаны на латинском языке, много раз издавались, в первый раз в 1685 году. Каноническим изданием полного собрания трудов Сиденгама считается выпущенное в  середине XIX в. Сиденгамовским обществом: на латинском языке - London, 1844; в английском переводе Р. Г. Лейтема - London 1848—50, в двух томах.
Имеются также переводы франц. и нем., Вена, 1786—87, 2 т.). Ср. Jahn, «Sydenham» (Эйзенах, 1840); J. Brown, «Locke and S.» (Эдинб., 1866); Picard, «S., sa vie, ses oeuvres» (Пар., 1889)